# Dunderland Iron Ore Company
Dunderland Iron Ore Company, Limited var ett brittiskägt gruvföretag med verksamhet i nuvarande Rana kommun i Norge. Det grundades i London i april 1902 och avvecklades i januari 1947.
Brytningsrätter vid Ørtvatn nära Storfoshei i Mo i Rana kommun köptes 1873 av Ole Tobias Olsen och övertogs 1899 av Nils Persson, huvudägare i Sulitelma AB, och ingenjören Alfred Hasselbom. Dessa inledde samarbete med Thomas Alva Edisons The Edison Ore Milling Syndicate, som hade patent för koncentration av järnmalm. Efter det att en ny teknologi provats ut under två år i New Jersey i USA, grundades Dunderland Iron Ore Company. En krossanläggning uppfördes i Gullsmedvik, järnvägen Dunderlandsbanen anlades mellan Gullsmedvik och Storforshei och en andra fabriksanläggning uppfördes i Storforshei med krossverk, separeringsverk av hematitmalmen, kolkraftverk och ett malmkoncentrationsverk.
Vika var utskeppningshamn och hade också ett kolkraftverk samt en brikettfabrik.
År 1906 började produktion i brikettfabriken i Vika den första skeppningen av järnmalmpellets till Storbritannien skedde samma år,
Redan 1908 upphörde all produktion på grund av stora svårigheter att skilja ut järnmalmskoncentratet (hematit) från den fosforhaltiga mineralen apatit. Det var också betydande miljöproblem med den torra separationsprocessen i Storforshei.
En andra utvinningsperiod inledes 1913 med kapital från Alfred Krupp under namnet New Dunderland Iron Ore Company, Limited. En ny metod för separering användes i Gullsmedvik, men bland annat på grund av osäkra kolleveranser med utbrottet av första världskriget påbörjades aldrig driften. Två driftsperioder skedde under åren 1937–1939. Brittiska intressenter övertog ägarskapet 1938. Verksamheten upphörde i och med andra världskrigets utbrott 1939.
Företaget köptes av norska staten genom Rana Gruber 1946. Viss brytning sker tidvis. De tyska ockupationsmyndigheterna under kriget beslagtog Dunderlandsbanen för att bygga ut den till Nordlandsbanen. Det statliga Vassdragsvesenet övertog kraftverket i Gullsmedvik.